# Ministrstvo za kmetijstvo, gozdarstvo in prehrano Republike Slovenije
Ministrstvo za kmetijstvo, gozdarstvo in prehrano Republike Slovenije je ministrstvo Republike Slovenije, ki je odgovorno za področje kmetijstva, gospodarstva, prehrane, razvoja podeželja, prehrane, krme, varstva rastlin, veterinarstva in zootehnike, gozdarstva, lovstva in ribištva; nastanjena je na Dunajski 22 (Ljubljana).

## Minister
Glej: Minister za kmetijstvo, gozdarstvo in prehrano Republike Slovenije

## Organizacija
Direktorati
- Direktorat za gozdarstvo, lovstvo in ribištvo Republike Slovenije
- Direktorat za kmetijstvo Republike Slovenije
- Direktorat za varno hrano Republike Slovenije

Organi
- Agencija Republike Slovenije za kmetijske trge in razvoj podeželja
- Veterinarska uprava Republike Slovenije
- Inšpektorat Republike Slovenije za kmetijstvo, gozdarstvo in hrano
- Fitosanitarna uprava Republike Slovenije